# 1-й гвардейский танковый полк
1-й гвардейский танковый Чертковский дважды ордена Ленина, Краснознамённый, орденов Суворова, Кутузова и Богдана Хмельницкого полк имени маршала бронетанковых войск М. Е. Катукова (сокр. 1 тп, в/ч 58198) — тактическое формирование Сухопутных войск Российской Федерации.
Полк входит в состав 2-й гвардейской мотострелковой дивизии. Пунктом постоянной дислокации расположен в пгт Калининец Московской области.

## История
Ведёт историю от 1-й гвардейской танковой бригады.
5 июля 1945 года, на основании приказа НКО СССР № 0013 от 10 июня 1945 года, 1-я гвардейская танковая бригада переформирована в 1-й гвардейский танковый полк, в/ч 32501 (Глаухау), который вошёл в состав 8-й гвардейской механизированной дивизии (с 1957 года — 20-я гвардейская мотострелковая дивизия).
6 июня 1958 года, на основании директивы Главнокомандующего ГСВГ и командующего 18-й гвардейской общевойсковой армии 1-й гвардейский танковый Чертковский дважды ордена Ленина, Краснознамённый, орденов Суворова, Кутузова и Богдана Хмельницкого полк был передан в 9-ю танковую дивизию 1-й гвардейской танковой армии.
Постановлением Совета Министров СССР № 782—267 от 15 сентября 1976 года полку присвоено имя первого командира полка, а впоследствии маршала бронетанковых войск М. Е. Катукова и он стал именным.
В 1991 году полк дислоцировался в гарнизоне Цайтхайн, войсковая часть полевая почта 58846, и имел на вооружении: Т-80 89 ед.; БМП 60 ед. (БМП-2 33 ед., БМП-1 23 ед., БРМ-1К 4 ед.); 2С1 «Гвоздика» 18 ед.; БМП-1КШ 6 ед., ПРП-3,4 2 ед.; РХМ 3 ед.; БРЭМ-2 1 ед., ПУ-12 2 ед., МТ-55А 3 ед.
При выводе войск из Германии 1-й гвардейский танковый полк (в/ч пп 58846) 9-й танковой дивизии был расформирован. В январе 1992 года на базе расформированного 290-го танкового полка, в составе 2-й гвардейской мотострелковой дивизии был заново сформирован 1-й гвардейский танковый Чертковский дважды ордена Ленина Краснознамённый, орденов Суворова, Кутузова и Богдана Хмельницкого полк имени маршала бронетанковых войск М. Е. Катукова. Знамя и исторический формуляр полка были переданы во 2-ю гвардейскую мотострелковую дивизию.
В 2007 году полк дислоцировался в пгт Калининец и имел на вооружении: Т-80 93 ед.; БМП-2 15 ед.; БРМ-1К 5 ед.; БТР-80 1 ед.; БТР-70 1 ед.; 2СЗ «Акация» 24 ед.; ПРП-3 2 ед.; ПРП-4 1 ед.; РХМ 2 ед.; РХМ-4 1 ед.; МТ-55А 1 ед.; МТУ-20 1 ед..
В 2009 году полк переформирован в 8-ю отдельную гвардейскую мотострелковую бригаду (горную) (8 гв. омсбр(г)) с сохранением всех регалий и почётных наименований и передислоцирован в Чеченскую Республику. Пунктом постоянной дислокации был посёлок Борзой. В память о танковом прошлом на эмблеме бригады красовалась кираса вместе с альпенштоками, которые являются символом горных войск.
21 декабря 2016 года было завершено возрождение 1-го гвардейского танкового Чертковского дважды ордена Ленина, Краснознамённого, орденов Суворова, Кутузова и Богдана Хмельницкого полка имени маршала бронетанковых войск М. Е. Катукова (в/ч 58198) в составе 2-й гвардейской мотострелковой дивизии.
С 24 февраля 2022 года полк участвует в полномасштабном вторжении на Украину. 22 марта Главным управлением разведки Министерства обороны Украины был опубликован список из 966 военнослужащих в составе полка.

## Состав
- управление (Борзой),
- 1-й мотострелковый батальон,
- 2-й мотострелковый батальон,
- 3-й мотострелковый батальон,
- батальон СпН,
- стрелковая рота (снайперов),
- гаубичный самоходно-артиллерийский дивизион,
- реактивный артиллерийский дивизион,
- зенитный ракетно-артиллерийский дивизион,
- разведывательный батальон,
- батальон управления (связи),
- инженерно-сапёрная рота,
- инженерная рота разграждения,
- рота РХБЗ,
- рота РЭБ,
- батарея управления и артиллерийской разведки (начальника артиллерии),
- взвод управления (начальника разведывательного отделения),
- батальон материального обеспечения,
- ремонтная рота,
- комендантская рота,
- медицинская рота,
- взвод инструкторов,
- взвод тренажеров,
- полигон,
- оркестр.[9]

На вооружении: 130 ед. БТР-82А, 26 ед. БТР-80, 6 ед. ГАЗ-233014 СТС «Тигр», 15 ед. МТ-ЛБ, 18 ед. «Град», 18 ед. 122-мм 2С1 «Гвоздика», 18 ед. 82-мм миномётов 2Б14 «Поднос», 6 ед. ЗСУ ЗУ-23-2 на МТ-ЛБ, 27 ед. ПЗРК 9К38 «Игла».
| - управление - 1-й танковый батальон - управление - 1-я танковая рота - управление - 3 танковых взвода - 2-я танковая рота - 3-я танковая рота - Взвод связи - Аппаратная (МП-2ИМ) - Отделение связи - Взвод обеспечения - Эвакуационное отделение - Отделение технического обслуживания - 1-е автомобильное отделение - 2-е автомобильное отделение - Медицинский пункт - 2-й танковый батальон - 3-й танковый батальон - Гаубичный артиллерийский дивизион - Штаб - 1-я гаубичная артиллерийская батарея - 2-я гаубичная артиллерийская батарея - 3-я гаубичная артиллерийская батарея - Взвод управления (дивизиона) - Отделение артиллерийской разведки - Отделение управления (командира дивизиона) - Отделение управления (штаба дивизиона) - Отделение управления - Взвод обеспечения - Отделение технического обслуживания - 1-е автомобильное отделение - 2-е автомобильное отделение - Мотострелковая рота - управление - 1-й мотострелковый взвод - 2-й мотострелковый взвод - 3-й мотострелковый взвод - Зенитная ракетная батарея - Управление - 1-й зенитный ракетный взвод - 2-й зенитный ракетный взвод - 3-й зенитный ракетный взвод - 4-й зенитный ракетный взвод - Расчёт автоматизированных средств управления - Разведывательная рота - Управление - 1-я разведывательный взвод - 2-я разведывательный взвод - 3-я разведывательный взвод - Инженерно-сапёрная рота - Инженерно-сапёрный взвод - Инженерно-сапёрное отделение - Отделение разграждения - Отделение инженерной техники - Транспортное отделение (подвоза средств инженерного вооружения) - Взвод заграждения - Отделение заграждений - Отделение (подвоза инженерных боеприпасов) - Инженерно-дорожный взвод - Инженерно-дорожное отделение - Отделение механизированных мостов - Инженерно-технический взвод - Инженерно-техническое отделение - Отделение инженерной техники - Фильтровальная станция - 1-е транспортное отделение (подвоза средств инженерного вооружения) - 2-е транспортное отделение (подвоза средств инженерного вооружения) | - Рота управления - Управление - Станция спутниковой связи (Р-439МД2) - Взвод управления (командного пункта) - радиостанция Р-166-0,5, - 6 КШМ Р-149МА1, - 1 КШМ Р-142Т, - 2 аппаратных АПЕ83т19-10.05-01, - 2 аппаратных МП-2ИМ - Взвод управления (передового пункта управления) - Радиостанция (Р-166-0,5) - Командно-штабная машина (Р-149МА1) - Отделение носимых средств связи - Станция фельдъегерско-почтовой связи - Комендантский взвод - 2 комендантских отделения - Автомобильное отделение - Командно-штабная машина (Р-142НМР) - Взвод РХБЗ - Отделение РХБ разведки - Отделение аэрозольного противодействия - Взвод военной полиции - Взвод управления (начальника артиллерии) - Отделение артиллерийской разведки - Отделение управления - Ремонтная рота - Бронетанковый ремонтный взвод - Эвакуационное отделение - 1 бронетанковое ремонтное отделение - 2 бронетанковое ремонтное отделение - Отделение технического обслуживания - Автомобильный ремонтный взвод - 1 автомобильное ремонтное отделение (слесарно-механических работ и текущего ремонта агрегатов) - 2 автомобильное ремонтное отделение (сварочное и ремонтно-механических работ) - Отделение технического обслуживания - Ремонтный взвод специальных работ - Отделение специальных работ (ремонтно-механических и сварочных работ) - Отделение (по ремонту электро-спецоборудования и зарядки аккумуляторов) - Ремонтный взвод (вооружения) - Ремонтное отделение (артиллерийского вооружения и противотанковых ракетных комплексов) - Отделение технического обслуживания (артиллерийского и танкового вооружения) - Ремонтное отделение (аккумуляторов для прицелов и артиллерийских приборов) - Отделение технической разведки - Рота материального обеспечения - Автомобильный взвод (подвоза боеприпасов) - 2 отделения - Автомобильный взвод (подвоза горючего) - 3 отделения |

## Командиры
- Полковник Лапин, Денис Александрович (май 2021 — н. в.)[1][10]